# Arbúzovka (Saràtov)
|  | Per a altres significats, vegeu «Arbúzovka». |

Arbúzovka (en rus: Арбузовка) és un poble de l'óblast de Saràtov, a Rússia, segons el cens del 2010 tenia 531 habitants. Pertany al districte municipal d'Ivantéievka.